# Ассоциированная система менеджмента качества
Ассоциированная система менеджмента качества — это система управления качеством результатов научно-технической деятельности (РНТД), организованная и функционирующая по стандарту СТО.9001-08 «Интеллектуальная собственность и инновации. Ассоциированная система менеджмента качества».
Система менеджмента качества РНТД идеологически и организационно объединяет: менеджмент интеллектуальной собственности, консультирование и стандартизацию правил производственной интеллектуальной деятельности специалистами в предметной области; оценку соответствия экспертными методами и сертификацию результатов интеллектуальной, научно-технической деятельности, наукоемкой высокотехнологичной продукции; объективную оценку стоимости имущественных интеллектуальных прав и страхование рисков правообладателя интеллектуальной собственности; аттестацию экспертов по интеллектуальной собственности, аккредитацию сервисных организаций (отраслевых или региональных департаментов и учебных центров СМК РНТД); кооперацию заинтересованных лиц по повышению эффективности использования интеллектуальной собственности; привлечение инвестиций для финансирования инноваций; третейский суд для защиты интеллектуальных прав.
Принципиальное отличие Системы менеджмента качества РНТД от привычных и тиражируемых СМК предприятий — отсутствие подготовки к сертификации соответствия стандартам ИСО серии 9000 и сертификационного аудита (СМК РНТД стандартизована, поддерживается и совершенствуется специалистами в предметной области); непрерывная помощь специалистов по интеллектуальной собственности заинтересованным лицам.
Основные задачи Системы менеджмента качества РНТД:
1. минимизация расходов на создание и содержание СМК предприятия;
2. обеспечение объективности оценки стоимости имущественных интеллектуальных прав;
3. обеспечение социального партнерства работодателя (правообладателя) и работников (авторов);
4. оперативная сертификация РИД, РНТД, инноваций и наукоемкой высокотехнологичной продукции;
5. повышение эффективности НИОКР и инвестиционной привлекательности РНТД;
6. правильное оформление и повышение эффективности использования служебной интеллектуальной собственности;
7. правильное оформление, оптимизация нематериальных активов и применение льгот по НДС;
8. создание и увеличение имущественного комплекса предприятий без налогообложения на имущество;
9. создание необходимых условий для государственной поддержки инноваций;
10. создание необходимых условий для кооперации заинтересованных лиц;
11. соблюдение условий лицензирования, аккредитации, государственного заказа;
12. оптимизация, унификация и стандартизация алгоритмов управления рисками правообладателя.

В Системе менеджмента качества РНТД под производственной (или служебной) интеллектуальной деятельностью понимается плановая созидательная умственная деятельность работников с целью или имеющая своим результатом создание интеллектуальной собственности и наукоёмких, высокотехнологичных продуктов с её использованием — определение по стандарту СТО.9001-08 серии «Интеллектуальная собственность и инновации».
Организация производственной интеллектуальной деятельности по стандартизованным алгоритмам позволяет: экономить ресурсы и фонд оплаты труда; объективно подтверждать наличие интеллектуальной собственности и возможность её использования без нарушения интеллектуальных прав; оптимизировать нематериальные активы и обосновать применение льгот по НДС; объективно оценивать рыночную стоимость имущественных интеллектуальных прав и страховать риски правообладателей; повышает заинтересованность работников в РНТД, эффективность интеллектуальной собственности и привлекательность инвестиций.
Для предприятий и предпринимателей упрощается сертификация соответствия стандартам ИСО серии 9000 — отсутствует необходимость подготовки к сертификации и сертификационного аудита (экономятся ресурсы). К Системе менеджмента качества РНТД] можно присоединиться путём подписания договора о применении стандарта СТО.9001-08 с оформлением сертификата соответствия стандартам ИСО серии 9000.
В порядке централизованного обеспечения функционирования Системы менеджмента качества РНТД предприятиям и предпринимателям оказывается необходимая помощь: восстановление исключительного права на интеллектуальную собственность; восстановление и оптимизация нематериальных активов; использование интеллектуальных прав в уставном капитале и интеллектуальной собственности в производстве; оформление служебной интеллектуальной собственности и ноу-хау; патентование, оценка стоимости интеллектуальных прав и страхование рисков правообладателя; разработка спецификаций РИД, лицензионной политики и паспортов объектов интеллектуальной собственности (нематериальных активов); реструктуризация и приватизация имущественных интеллектуальных прав; создание и совершенствование имущественного комплекса предприятий с использованием НИОКР, РИД, РНТД, ноу-хау и инноваций.
Система менеджмента качества РНТД поддерживается в рабочем состоянии базовой организацией по стандартизации и оценке соответствия (требование стандарта СТО.9001-08). Сертификат соответствия стандартам ИСО серии 9000 представляется заказчикам, инвесторам, партнерам, страховщикам… для оценки рисков правомерного использования интеллектуальной собственности, а также в составе конкурсной документации для получения государственного заказа, для целей исполнения Федерального закона № 217-ФЗ и суду как доказательства.